# 法令
法令一般指立法機關制定的法律與行政機關制定的命令之總稱，為成文法（statutory law）及規管法（regulatory law）的基石。
法令在不同政治體制或司法管轄區的官方使用及定義上會有所不同。在君主制中，法令可包含任何皇家文告（royal proclamation）或皇家政令（royal decree），因為其影響到所有公民。在議會制中，立法機關通過的法令被稱為國會法令（act of Parliament，美國國會法令稱為act of Congress）；香港立法會通過的類似法令的成文法規則被稱作「條例」（ordinance）。

## 定義

### 臺灣
指包括法律、自治條例、法律授權之法規命令、職權命令、自治規則、委辦規則、函釋等，對多數不特定人民就一般事項所作對外發生法律效果之規定。

### 中國大陸
在《八二憲法》以前指全国人大常委会對法律所作的補充規定。

### 香港
香港沿襲英國的普通法制度，中文「法令」對應英格蘭國會、大不列顛國會或聯合王國國會通過的成文法「act」。香港立法會（及英屬時期的立法局）通過的成文法只被稱作「條例」（ordinance），不稱作「法令」（act）。

### 澳門
《澳門組織章程》規定立法會及總督行使立法職能，未保留予共和國主權機關或立法會的事項，可由澳門總督制定「法令」（Decreto-Lei）規範之。

### 英國
詳情見英國國會法令。

### 比利時
在比利時，法令（荷蘭語：decreet）是社群或大區議會（例如弗拉芒議會）的法律。